# Nederlandsche Handel-Maatschappij

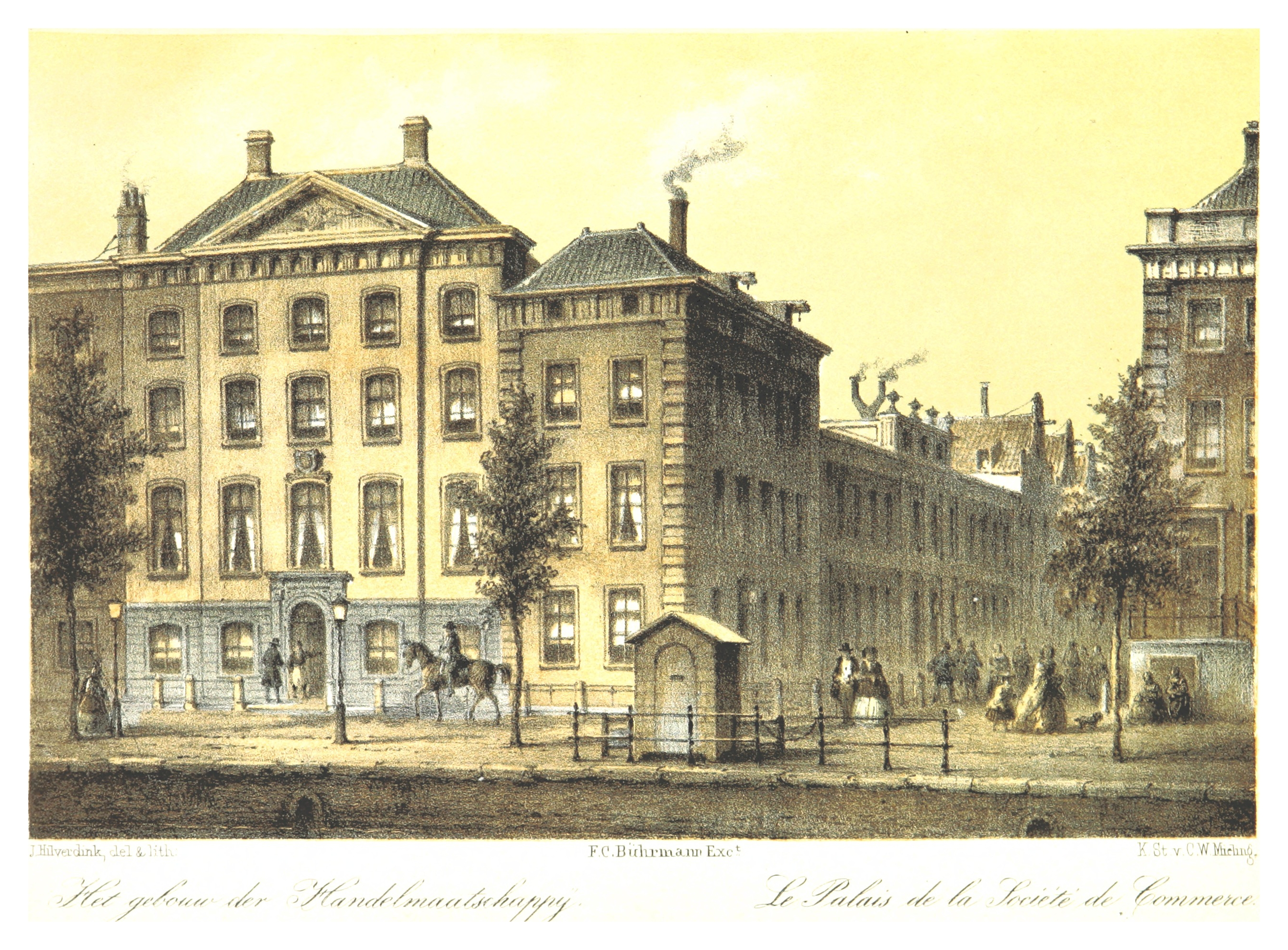
Voormalig hoofdkantoor (Amsterdam, 1860)

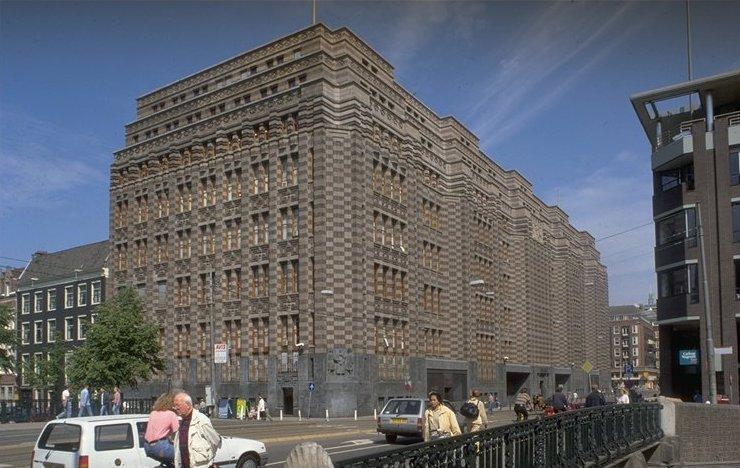
Gebouw De Bazel; Voormalig hoofdkantoor van de NHM

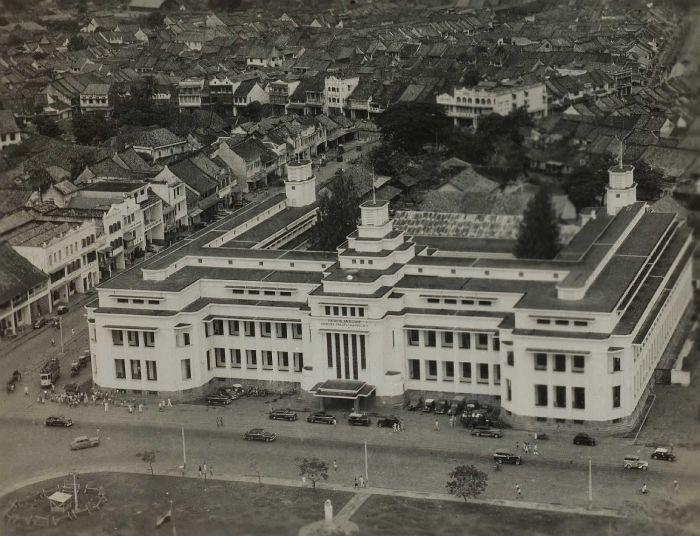
Luchtfoto van het gebouw van de NHM in Batavia

De Nederlandsche Handel-Maatschappij N.V., afgekort NHM, werd op initiatief van koning Willem I in Den Haag opgericht op 9 maart 1824. Als feitelijke datum van oprichting kan worden genomen 29 maart 1824, de dag waarop het koninklijk besluit tot oprichting werd vastgesteld. De doelstelling was (Art. 59) "bevordering van handel, scheepvaart, scheepsbouw, visserij, landbouw en (het fabriekswezen)", in voortzetting van wat tijdens de Franse overheersing van 1795 tot 1813 was ingezet. Het hogere doel was volgens de koning dat de NHM zou fungeren als een "grote hefboom, strekkende tot opbeuring en aanmoediging van de nationale welvaart". In de praktijk kwam het neer op expansie van de bestaande handel door het inwinnen van gegevens en het zoeken naar nieuwe afzetgebieden, en financiering van industrie en scheepvaart. Door de verbondenheid met de Nederlandse regering speelde de NHM een belangrijke rol in het bevorderen van de handel tussen de Nederlanden en haar koloniën, met name Nederlands-Indië.
De NHM wordt soms wel de opvolger genoemd van de in 1800 opgeheven Vereenigde Oostindische Compagnie, daar ze eveneens in particuliere handen was, aandeelhouders had en de invloed van de Oranjes op het bedrijf voelbaar was. De oprichting van de NHM kan wellicht worden gezien als een poging om de VOC nieuw leven in te blazen door de (tijdens de Franse tijd in het slop geraakte) handel met Nederlands-Indië weer een nieuwe impuls te geven.

## Importeur/exporteur
In de eerste decennia was de NHM een import- en exportbedrijf dat bestaande handelsrelaties moest uitbouwen en nieuwe handelskanalen moest aanboren. Aanvankelijk werd de NHM door veel tegenslag getroffen, doordat zij zich op een groter gebied dan oorspronkelijk de bedoeling was geweest wilde richten. Nadat de handelmaatschappij in Zuid-Amerika, Mexico en de Levant zware verliezen had geleden, legde zij zich bijna uitsluitend toe op Nederlands-Indië.

### Nederlands-Indië
Deze handel bestond uit koffie, rietsuiker, indigo, specerijen, tabak en enkele andere koloniale waren uit Nederlands-Indië. Winst bleef echter uit, totdat in 1827 Willem I, als grootste aandeelhouder, besloot om zijn eigen NHM het monopolie op de invoer van opium te geven: meteen werd winst gemaakt.
De NHM acteerde als staatsbankier, handels- en transportonderneming. Ze inde belastingen in natura, aanvankelijk volgens het door Johannes van den Bosch ingestelde plantagesysteem; na de Belgische Revolutie van 1830 - die een economische crisis teweegbracht waarbij de NHM bijna ten onder ging - volgens het ingevoerde Cultuurstelsel waarbij de inlandse bevolking een vijfde van de cultuurgrond met voorgeschreven gewassen moest verbouwen en afdragen. De NHM verzorgde de verkoop en het transport van deze belastingen in natura, meestal thee, koffie, suiker en rubber. Het succes waarmee de organisatie dit deed, leidde tot de bijnaam Kompenie Ketjil, ofwel de Kleine Compagnie naar de veel oudere en grotere Vereenigde Oostindische Compagnie.

### Textielindustrie
Doordat de NHM op gegeven moment "katoentjes" ging exporteren naar Nederlands-Indië en daarbij als inkoper en opdrachtgever optrad, kwam de Twentse textielindustrie als eerste volwaardige Noord-Nederlandse industrietak van de grond. Aanvankelijk stimuleerde de NHM op advies van de Nederlandse regering bedrijfsvestigingen in Haarlem en Leiden, waarnaast ook de productie in bestaande textielcentra in met name Twente en Brabant werd gestimuleerd. Zo was er in Twente een uitgebreide huisnijverheid met verwante activiteiten. Secretaris Willem de Clercq wist tijdens een bijeenkomst in Hengelo de Engelse textieltechnicus Thomas Ainsworth ertoe te bewegen de Twentse bevolking het gebruik van voor Nederland nieuwe Engelse textieltechnieken zoals de snel- ofwel schietspoel aan te leren.
Ook in Noord-Brabant kwamen fabrieken van katoenen en wollen stoffen op, met name in Tilburg en Helmond en omgeving, bijvoorbeeld Vlisco. De handel in textiel was noodzakelijk om te voorkomen dat de Britten binnen korte tijd de Indische markt zouden heroveren. Katoen werd ook uit de kolonie Suriname betrokken. In 1816 had de opkomende Tilburgse textielindustrie 7 katoenspinnerijen en 4 katoendrukkerijen; in 1882 sloot de laatste haar deuren door handels-politieke tegenslag. 

### Max Havelaar
Het boek Max Havelaar, of de koffieveilingen der Nederlandse Handelmaatschappij (1860) van Multatuli behandelt voor een groot deel de uitwassen van de activiteiten van de NHM in Nederlands-Indië en was er een aanklacht tegen. Het boek schildert een ongunstig beeld van handelaren en planters (en ook van ambtenaren en plaatselijke Indische leiders). De praktijken van de NHM veranderden er slechts traag en gedeeltelijk door, in ieder geval niet tijdens Multatuli's leven.

## Financier
Nadat de Nederlanden in 1830 werden opgedeeld in Nederland en België werd de NHM een kapitaalinvesteerder in diverse industrieën, waaronder de textielindustrie. Vanaf 1850 zou de NHM bedrijven financieren die plantages beheerden in Nederlands-Indië en Suriname. De NHM was zelf ook eigenaar van een aantal plantages. Om dit te ondersteunen werd in 1858 in Singapore een kantoor geopend dat de basis heeft gevormd voor het oudste bankinstituut dat Singapore rijk is.

## Bankier

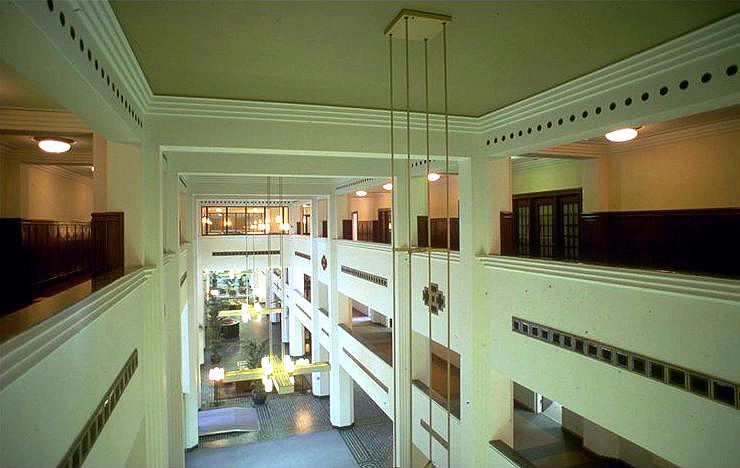
Interieur van gebouw De Bazel

De zich langzaam wijzigende politiek ten opzichte van Nederlands-Indië noopte het bedrijf zich meer toe te leggen op de bankactiviteiten dan op handel en transport. De NHM richtte zich ook op het uitgeven van bankbiljetten. In Shanghai begon de NHM, omdat er geen Chinese nationale bank was, in 1903 met de uitgifte van de Shanghai dollar, een valuta die tot 1946 stand zou houden. Op dezelfde manier gaf het dochterbedrijf "De Surinaamsche Bank" bankvaluta uit tot 1957.
In de jaren twintig en dertig werd langzamerhand de binnenlandse organisatie opgebouwd. Tot dan toe had de NHM zwaar geleund op de activiteiten in de overzeese gebiedsdelen, slechts ondersteund door een hoofdkantoor in Amsterdam en bijkantoren in Rotterdam en Den Haag. Pas vanaf 1936, met de overname van de Geldersche Credietvereeniging, werd gestart met het opbouwen van een kantorennet. Halverwege de jaren twintig verhuisde het hoofdkantoor van een gebouw in de Gouden Bocht naar een door Karel de Bazel ontworpen gebouw aan de Vijzelstraat, dat inmiddels bekendstaat als De Bazel.
Na de Tweede Wereldoorlog werd het kantorennet fors uitgebreid, zowel binnen Nederland als daarbuiten. De plantages in (inmiddels) Indonesië werden genationaliseerd in 1959 en een jaar later zou dat ook met de bankactiviteiten gebeuren.
Het bankiersbedrijf in Nederland floreerde echter en na de fusie met de Twentsche Bank in 1964 werd het bedrijf onder de naam Algemene Bank Nederland, of ABN een van de grootste bankbedrijven in Nederland.

## Landen
De Nederlandsche Handel-Maatschappij opende verschillende kantoren in landen wereldwijd:
- Nederland (1824)
- Nederlands-Indië (1826)
- Straits Settlements (1858) voormalig  Nederlands-Malakka tot 1825
- Japan (1859 tot 1874)
- Brits Hongkong (1889)
- Brits-Indië (1920)
- Saoedi-Arabië (1926)
- Verenigde Staten (1941)
- Pakistan (1948)
- Suriname (1949)
- Brits Kenia (1951)
- Brits Tanganyika (1951)
- Libanon (1954)
- Brits Oeganda (1954)
- Maleisië (1963)

## Presidenten
| Periode   | President                         |
| --------- | --------------------------------- |
| 1824-1827 | Willem Gerrit van de Poll         |
| 1827-1832 | Gerrit Schimmelpenninck           |
| 1833-1844 | Hendrik Christiaan van der Houven |
| 1844-1850 | Frederic van der Oudermeulen      |
| 1850-1874 | Engel Pieter de Monchy            |
| 1874-1889 | Nicolaas Trakranen                |
| 1889-1900 | Fokko Alting Mees                 |
| 1900-1907 | Balthazar Heldring                |
| 1907-1913 | Jacob Theodoor Cremer             |
| 1913-1934 | Cornelis Johannes Karel van Aalst |
| 1934-1939 | Daniël Crena de Iongh             |
| 1939-1945 | Ernst Heldring                    |
| 1945-1947 | Henri Giel                        |
| 1947-1948 | K.F. Zeeman                       |